# Wojska (wojskowość)
Wojska – w wojskowości wieloznaczny termin wyodrębniający komponenty organizacyjne sił zbrojnych pod względem ich zróżnicowanej specyfiki.
Termin „wojska” może odnosić się do:
- rodzaju sił zbrojnych (np. wojska lądowe)[1]
- jednostek organizacyjnych lub ich grup pod względem:
  - ogólnego przeznaczenia (np. wojska operacyjne, obrony terytorialnej)[1]
  - rodzaju (np. wojska  pancerne, obrony przeciwlotniczej, inżynieryjne)[1]
  - podejmowanych działań bojowych (np. wojska nacierające, broniące się, osłonowe)[1]
  - pełnionych funkcji  (np. wojska okupacyjne, ekspedycyjne, interwencyjne)[1]

Niekiedy „wojska” wyodrębnia się również pod względem sposobu rekrutacji (np. wojska poborowe, najemne) lub charakteru zorganizowania (np. wojska regularne, nieregularne).